# Tenora
Een tenora is een blaasinstrument met een dubbelriet en lid van de hobo-familie. Het is een transponerend instrument in bes.
De tenora is met haar 85 cm ongeveer 25 cm langer dan een klarinet. Het instrument is rond 1850 door André(u) To(u)ron uit Perpignan en Pep Ventura uit Figueres ontwikkeld op basis van een door To(u)ron ontwikkelde tenorhobo. De tenora vormt sindsdien het muzikale hart van de Catalaanse cobla, waarin twee tenora's meespelen. De tible is de sopraanvariant van de tenora.
Het instrument bestaat uit drie delen. Het bovenste en middelste deel zijn doorgaans van jujube-hout gemaakt, het onderste deel is van metaal (meestal de legering alpacca). Er zijn ook volledig metalen tenora's ontwikkeld. Het bereik van het instrument is ongeveer drie octaven: van fis2 tot g5. Door de luide heldere klank is het instrument net als zijn broertje de tible zeer geschikt voor het gebruik in de cobla, het Catalaanse, elfkoppige blaasensemble dat traditiegetrouw – onversterkt – veel op straat speelt.